# Ansonia jeetsukumarani
Espèce
Statut de conservation UICN

 VU  : Vulnérable
Ansonia jeetsukumarani est une espèce d'amphibiens de la famille des Bufonidae.

## Répartition
Cette espèce est endémique de Malaisie péninsulaire. Elle se rencontre sur les Fraser's Hill au Pahang et à Sungai Pergau au Kelantan entre 1 059 et 1 125 m d'altitude.

## Description
Les mâles mesurent jusqu'à 19,9 mm et les femelles jusqu'à 25,3 mm.

## Étymologie
Cette espèce est nommée en l'honneur de Jeet Sukumaran.

## Taxinomie
En 1922, Malcolm Arthur Smith avait observé deux spécimens de cette espèce en les attribuant de manière erronée à Bufo penangensis.

## Publication originale
- Wood, Grismer, Ahmad & Senawi, 2008 : Two New Species of Torrent-dwelling Toads Ansonia Stoliczka, 1870 (Anura: Bufonidae) from Peninsular Malaysia. Herpetologica, vol. 64, no 3, p. 321-340 (texte intégral).